# Chérem

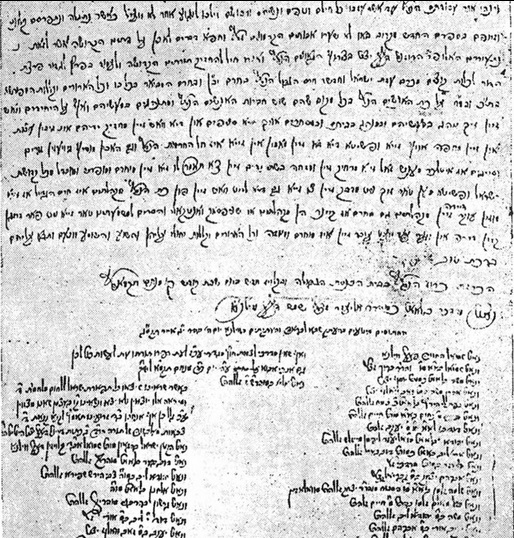
Herem colocado sobre os hassidim pelo Vilna Gaon em 1781.

Cherém ou Herém (hebraico: חֵרֶם, também romanizado chērem, ḥērem)  é o mais alto grau de punição dentro do judaísmo em que a pessoa é totalmente excluída da comunidade judaica.
Um dos motivos que podem levar à exclusão da comunidade judaica é a intermediação de negócios (ser avalista) com o uso do poder rabinical, o tráfico de drogas por membros da comunidade, uso de drogas ou profanação de objetos sagrados judaicos.